# Perfumeria Parera
La Perfumeria Parera, popularment Can Parera, va ser una coneguda empresa de perfums, radicades les seves oficines i fàbrica a Badalona.

## Història

### Orígens
Els seus orígens es remunten a 1911-1912. L'empresa va ser fundada per Joan Parera i Casanovas en un petit local del carrer de Sant Pere, a la rebotiga del negoci de la família. Es va ubicar el 1916 en un edifici del carrer Arnús, que donava també a l'avinguda de Martí Pujol i el passatge Maignon, construït sobre uns terrenys que Parera havia aconseguit a través de pública subhasta.

### Organització i estructura
Al llarg de la seva història, la fàbrica va tenir poques modificacions en la seva estructura. S'organitzava les seves activitats per plantes: al soterrani hi havia el magatzem d'envasos i embalatges per als cosmètics; la planta baixa estava dedicada a la producció de colònies, també tenia un espai per a magatzem i les oficines; al primer pis s'hi feien líquids, extractes i els fixadors; al segon tota mena de maquillatges, colorets i brillantines, també hi havia el laboratori. Altrament, a la planta baixa, en una cantonada a tocar de la Plaça Vella, tenia una botiga al detall de cara al públic.
El seu personal de fàbrica va ser majoritàriament femení, els pocs homes que hi treballaven s'estaven al magatzem, feien embalatges a les seccions de vidre i fusteria, o bé treballaven al laboratori químic, si bé en aquesta darrera secció sí que hi va arribar a haver-hi dones. A la ciutat, les noies que treballaven a can Parera tenien fama de belles i elegants. Aquesta fama va existir especialment durant els anys 30, quan fins i tot existia una tonada que les elogiava. De fet, el mateix Joan Parera s'encarregava que la fama fos merescuda, perquè sempre regalava a cada treballadora un estoig de cosmètics per a seu ús personal. La fàbrica celebrava i aturava la producció el dia de santa Isabel, patrona de l'empresa, i el de sant Albert, patró dels químics.
A principis de la dècada de 1940, Parera es va transformar en societat anònima. Als anys cinquanta també va tenir relacions amb fàbriques franceses, dintre de la tònica que seguien moltes altres del sector.

### Producció i promoció
Els millors anys de la perfumeria van ser els anys 20 i 30. La seva producció sempre va compaginar la producció de colònies a granel i la de perfums continguts en flascons amb dissenys originals de la casa. Als anys trenta, només els químics, i la mestressa, l'esposa del propietari, coneixien les fórmules de cada producte. En aquesta època també es va fer una gran campanya de promoció que va portar a la marca a convidar el 23 de maig de 1933 a les quinze noies candidates al certament Miss Europa 1933, que s'havia de celebrar pocs dies després a Madrid. Un any després, Miss Catalunya i Miss Barcelona van recollir el testimoni amb la promoció de la línia Risler, visitant la fàbrica.
La seva gama de productes va ser molt àmplia i variada, incloïa articles de cosmètica i bellesa. Moltes colònies i perfums eren molt coneguts, com Verdadera, Chesterfield, Cactus o Gong, així com un seguit de colònies florals. No obstant això, va destacar especialment la Cocaína en flor, que es presentava com el perfum «misterioso cuyo nombre responde a efectos desconocidos». En tot cas, els seus flascons eren d'un disseny exquisit que, segons Enric Satué, pràcticament eren «frascos sacralizados que parecían ofrendas votivas paganas». La seva promoció també va ser important, que va comptar amb la participació d'artistes com Pere Català i Pic. Amb les noves modes, es va donar un impuls a la fabricació de cosmètics per a homes. Parera va fabricar una sèrie de productes asèptics i tonificants, a la línia dels quals va anomenar Varón Dandy, que segons el fabricant eren «perfumes genuinamente varoniles». Aquesta línia agrupava tot mena de productes: colònies, cremes, locions, dentifricis, massatges, extractes, fixadors... que durant molts anys van ser promocionats amb la frase «Varón Dandy reúne todos los artículos de perfumería indispensables al tocador del hombre moderno» Altrament, una segona línia van ser els Risler, productes nord-americans que van ser produïts a Espanya exclusivament per la casa Parera.

### Desaparició
Can Parera va ser, juntament amb el Cristall, la Llauna i l'Anís del Mono, una de les fàbriques que van fer coneguda Badalona a l'exterior. No fou fins a l'any 1973 que la producció va ser traslladada d'ubicació, a Granollers, si bé les oficines de l'empresa es van mantenir a Badalona fins a l'any 1990, quan l'empresa va ser absorbida pel grup internacional Benckiser. L'edifici, però, encara es mantindria fins a anys més tard, quan fruit d'una reivindicació veïnal per millorar la situació dels comerciants del mercat Maignon i els dels seus voltants, l'estiu de 2006, es va enderrocar la històrica fàbrica de Badalona, s'hi va projectar una plaça, que actualment acull el mercat provisional Maignon, pendent de la remodelació i restauració de l'antic.